# Underworld: Blood Wars
Underworld 5: Blood Wars ( es la quinta y última entrega de la saga Underworld dirigida por Anna Foerster y escrita por Cory Goodman. Cuenta con Kate Beckinsale retomando su papel como Selene y el resto del elenco principal que incluye a Theo James, Tobias Menzies, Lara Pulver y Charles Dance. La fotografía principal comenzó el 19 de octubre de 2015 en Praga (República Checa).
La película fue estrenada el 1 de diciembre de 2016 en varios países, incluyendo Brasil, El Salvador y Nueva Zelanda. En los Estados Unidos se estrenó el 6 de enero de 2018 por Screen Gems y en España el 13 de enero de 2018.

## Sinopsis
Un año después, Selene, David y Eve escaparon al este hallando refugio en una casa de seguridad pero Eve huye tras enterarse de que un líder lycan quiere secuestrarla a lo que huye dejando una nota y su mechón de cabello pidiendole que no la busque, Selene al enterarse va a buscarla, ya que los últimos aquelarres de vampiros están al borde de la extinción por parte de los licántropos. Ambas especies buscan a la Guerrera Selene, los vampiros por justicia por las muertes de los ancianos Viktor y Marcus, mientras que los licántropos intentan usarla para encontrar a Eve su hija, cuya sangre es la clave para construir un ejército de vampiros-licántropos.
Selene aparece huyendo de un grupo de licántropos tras buscar a su hija, que la persiguen para atraparla y entregarla a Marius, su nuevo líder. Con ayuda de David, Selene logra eliminar a todos, excepto a uno, a quién le encarga entregarle un mensaje a Marius, Selene agradece a David lo ayuda yendo a casa de seguridad.
Semira, el miembro más joven del consejo, con ayuda de Thomas, padre de David, desea que a Selene se le conceda clemencia, para que ella entrene a la nueva generación de guerreros de la muerte para luchar en la guerra contra los licántropos. A pesar de su descontento, el consejo acepta el otorgarle clemencia a Selene. Cassius, líder del consejo, hace responsable a Semira de cualquier consecuencia de esta acción, dejando claro su total desacuerdo. En una conversación privada, Thomas le revela a Semira que está agradecido con Selene por haber revivido a su hijo, lo cual resulta de sumo interés para Semira.
En la base de los licántropos, los líderes comienzan a pelear sobre cuándo deben atacar la fortaleza del este de los vampiros, en eso llega Marius y los controla, recordándoles las victorias licántropos sobre los vampiros y que no deben comportarse como esclavos. Momentos después llega el licántropo que Selene dejó huir y le entrega el mensaje a Marius, en el mensaje ella le dice que ella jamás les ayudará a encontrar a su hija y que además no sabe dónde está. Marius enfurecido reprime al licántropo, sin embargo éste le comenta haber colocado un rastreador en el cuerpo de David y que se dispone a traerlos.
Camino a una casa de seguridad, David le explica a Selene que los licántropos están ganando la guerra y que ya quedan pocos vampiros. Selene extrae una bala del cuerpo de David, la cual fue recibida en la previa pelea. Un grupo de vampiros, liderados por Alexia, Selene desconfiando la ataca un vampiro le apunta a Selene mientras que David la defiende, Alexia llega con una carta que contiene el indulto del consejo y con el sello de Thomas, David valida la veracidad de la carta, mientras que Selene y David plactican convence de ir al aquelarre del este para ser refugiados la cual ella acepta al igual que David, justo cuando un grupo de licántropos se dispone a atacar la casa de seguridad.
En la fortaleza, Thomas recibe a Selene y David, Cassius muestra desprecio hacia Selene y Semira los recibe cordialmente, organizando una gala esa misma noche. Semira siente interés en David, por lo que Thomas le había mencionado. A lo cual David se muestra desinteresado. Semira presenta a David y Selene a Varga, ya que Selene y David empiezan a tener interés sentimental amoroso, cuando Selene vio a David con Semira sintió un poco de disgusto y celos, mientras que Varga lo notaba es quien el mejor repartidor de muerte de la Fortaleza y que asistirá a Selene en el entrenamiento de los reclutas, más tarde es revelado que Varga también es el amante secreto de Semira. Luego de la velada Thomas y David plactican de la batalla y de Selene a lo que pide que le ayude a protegerla siendo importante para él dando entender que David esta enamorado de Selene, en el entrenamiento Selene está entrenando a los nuevos reclutas, Varga llega con la intención de enfrentarse en un combate contra Selene a lo que ella dudaba pero acepta el reto, sin embargo Varga lastima a Selene con un cuchillo con una sustancia de velladona que incapacita a Selene. En ese momento Semira llega y revela sus verdaderas intenciones, Semira le confiesa a Selene su odio por asesinar a Viktor y su deseo de quedarse con la sangre de Selene para volverse más poderosa que cualquier vampiro del Coven, incluso más que Cassius, también ordena a Varga matar a todos los reclutas con las pistolas de Selene para inculparlarla de la masacre.
Thomas y David buscan a Selene utilizan los pasillos secretos de la fortaleza para llegar a los aposentos privados de Semira, para su sorpresa encuentran a Selene en una máquina diseñada para drenarla toda su sangre. Thomas le comenta a David que deben huir al Norte Var Dohr, donde se encuentra el aquelarre nórdico y en el pueden conseguir refugio. En ese momento llegan Semira y Varga, Thomas que les hacen frente le pide a David que ayude a Selene Thomas muriendo en la lucha a manos de Semira, David cargando a Selene se horrorizó al ver perder a su padre, permitiendo a David huir con Selene saltando fuera de la ventana. David y Selene huyen a tiempo antes de que la fortaleza quede sellada por el amanecer, David teniendo en sus brazos a Selene pasa por el sol viendo por primera vez sintiendo el cálido luz gracias a Selene de quien el esta interesado en ella, Semira se sorprende al ver que pueden caminar juntos en el día sin morir en el proceso, David huyendo con Selene en el auto le otorga su sangre para alimentarla, al beberla sana su herida y empieza a ver los recuerdos de David y de su hija Eve, a lo que Selene le da las gracias lamentando por la pérdida de Thomas por tratar de protegerlos, David confiesa que conoció poco a su padre y su teniendo recuerdos de su madre, mientras que Selene también tiene recuerdos de Eve confesando que no la conoció ni la quiso y la perdió, David comprende el dolor de Selene y más cuando le dice que no le ocurrió nada bueno a las personas que ama, David le dice que es su familia y la única persona que no quiere perderla, Selene estando en reposo van directo al estación de tren. 
Semira le encarga a Alexia rastrear y atrapar a Selene y David, quienes huyen a la fortaleza del norte. Alexia le menciona sus hallazgos a Semira, quien le ordena seguirlos. Después Semira bebe la sangre purificada que robo de Selene adquiriendo también sus poderes, mientras Varga observa el suceso. En la base Lycan, Alexia visita a Marius y le comenta lo sucedido en la fortaleza, revelando ser un espía de este, además de su amante.
En el aquelarre nórdico, David y Selene son recibidos por Lena, hija de Vidar, quien es el encargado de la fortaleza nórdica. Aquí se revela que David es hijo de Thomas y de la anciana Amelia, convirtiéndolo en el heredero legítimo de la fortaleza aquelarre del este. Vidal le da una esfera donde contiene la sangre de Amelia para David y el consejo, fuera del aquelarre Selene convence a David que debe aceptar ser líder del aquelarre y tomar una decisión dándole un regalo de sangre de Amelia, luego Lena le explica a Selene lo que significa la transgresión y como el agua es el camino. David toma una decisión bebe la sangre empieza a ver los recuerdos de su madre Amelia y la razón el porque tuvo que separarse de él para protegerlo de los demás vampiros. En ese momento los Lycans atacan la fortaleza, David, Lena, Vidar y los demás vampiros hacen frente a los Lycans, mientras que Selene se enfrenta a Marius en combate. Selene pierde en combate al ser Marius más poderoso, Marius interroga a Selene sobre el paradero de su hija, a lo cual ella contesta que no lo sabe, Alexia confirma la versión de Selene al probar un poco de su sangre que esta diciendo la verdad. Enfurecido Marius ordena la retirada y se dispone a terminar con Selene pero esta, sin voluntad para vivir, se desliza bajo un bloque de hielo quedando bajo un lago congelado. Marius le comenta a Alexia que atacara la fortaleza del este.
David triste al ver a Selene muerta bajo el hielo recupera su cuerpo llevándola para la transgresión junto con Lena, David se despide de Selene teniéndole amor por ella, se dirige a la fortaleza del Este para ayudar a los vampiros contra el ataque de Marius. En la fortaleza del este, Alexia reporta lo sucedido en la fortaleza nórdica a Semira, no sin antes apagar todas las defensas. Semira asesina a Alexia, cuando revela que sabía de la traición de esta y que siempre la estuvo manipulando a lo que lo mata cotandole la garganta hasta fallecer.
Semira decide establecer una batalla contra los miembros del consejo, justo cuando llega David reclamando ser hijo de Amelia y heredero de la fortaleza del este. Al cuestionar su linaje, David entrega al consejo frascos que contienen la sangre de Amelia, quienes al probarla reconocen a David como el último de los ancianos de sangre pura. 
David ordena arrestar a Semira, y cuando esta le ordena a Varga atacar a David, este la traiciona y arresta decidiendo proteger a David.
En ese momento, los Lycans atacan la fortaleza del este, David, el consejo y todos los vampiros de la fortaleza les hacen frente. Superados en número, los vampiros comienza a perder terreno, incluso cuando Marius ve a David que no le afecta el sol lo ataca disparandole haciéndole frente Varga lo detiene antes de ser asesinado por Marius en ese momento llega Selene sorprendiendo a David estando de vuelta para ayudarlo con nuevo aspecto, poder y refuerzos de la fortaleza nórdica que equilibran la pelea. Marius y Selene por otra parte David y Semira inician el combate. Durante la pelea, Semira pelea contra David, dejando a Selene pelear contra Marius. Durante la pelea de David y Semira, esta demuestra habilidades en el uso de la espada superando a David, David desactiva el sistema de protección exponiendo a Semira a la luz solar, quien disfruta de la luz con su nuevo poder, David aprovecha la distracción para atravesarla con su espada derrotándola dejándola morir, David busca a Selene mientras que ella se enfrenta contra Marius en la sala de entrenamiento, durante el combate Selene le cae la sangre de Marius teniendo recuerdos de lo sucedido con Michael, nuevamente prueba la sangre de Marius y esta revela que él había asesinado a Michael drenando toda su sangre, la cual Marius consumía para ser más poderoso dándose cuenta de que lucho a la vez con la sangre de Michael. Selene al ver a Marius transformándose se muerde para recordar por última vez despidiendose de Michael, también recordando a David su nuevo interés amoroso que es su familia y a eve su hija a lo cual se aferra y el motivo para protegerlos que ama, Marius rompiendo la jaula ataca a golpes a Selene recordando a la vez a su hija enfurecida mata a Marius arrancando su columna vertebral, asesinándolo en el acto, David siendo testigo, Selene y David se ven obteniendo la victoria, David se presenta con Selene en la batalla ordenando a los Lycans retirarse anunciando la muerte de Marius presentando su cabeza, los Lycans se retiran dando la batalla por terminada.
Después de la batalla, Selene y David llevan jarrones de latas Lena lleva unas copas donde todos beben sangre para la ceremonia de coronación Selene informa que ha sido escogida como una de los nuevos 3 ancianos, junto con David y Lena, siendo reconocidos por el mismo Cassius, el consejo y todos los vampiros se unen en uno para dirigirlos en la batalla contra los Lycans protegiendo los dos aquelarres que quedan, David gobierna el aquelarre este mientras que Selene y Lena gobiernan el aquelarre nórdico. En la escena final, Selene se encuentra en la fortaleza Nórdica donde se reúne de nuevo con su hija Eve, quien la había estado siguiendo todo el tiempo, Selene feliz le da la bienvenida.

## Reparto
- Kate Beckinsale como Selene.[6]
- Theo James como David.[7]
- Tobias Menzies como Marius.[8]
- Lara Pulver como Semira, una vampira ferozmente ambiciosa.[9][10]
- Charles Dance como Thomas, un vampiro anciano.[10]
- James Faulkner como Cassius, un vampiro anciano.[10]
- Peter Andersson como Vidar.[10]
- Clementine Nicholson como Lena, la guerrera más grande de Nordic Coven e hija de Vidar.[11]
- Bradley James como Varga.[12]
- Daisy Head como Alexia.[10]
- Oliver Stark como Gregor.[10]
- Brian Caspe como Hajna.[10]

## Producción
El 27 de agosto de 2014, Lakeshore Entertainment anunció sus planes para desarrollar un reboot de la franquicia de Underworld, con Cory Goodman contratado para escribir el guion de la primera película. Tom Rosenberg y Gary Lucchesi fueron nombrados como productores. Más tarde se confirmó que la película será la quinta entrega de la serie, en vez de un reinicio. Bajo el título Underworld: Blood Wars, la película entró en producción y se fijo para ser estrenada en 2015. Theo James, que apareció en el papel de David en la cuarta película, volvería como el nuevo líder. El 12 de octubre de 2014, el director Len Wiseman dijo en IGN que el original Underworld liderado por Kate Beckinsale estaría de vuelta para la película. El 14 de mayo de 2015, Anna Foerster firmó para hacer su debut como directora en la película, siendo la primera mujer en dirigir la película en la serie, con el regreso de Beckinsale confirmado. El 14 de agosto de 2015, se anunció por Deadline.com que Tobias Menzies había sido elegido como Mario, un nuevo y misterioso líder hombre lobo. El 9 de septiembre, Bradley James fue elegido como el villano masculino. El mismo día, el recién llegado Clementine Nicholson firmó para interpretar a Lena, la guerrera más grande de los países nórdicos de Coven e hija de Vidar. El 22 de septiembre de 2015 Lara Pulver fue introducida al elenco para interpretar a una ferozmente ambiciosa Vampira. El 19 de octubre de 2015 Charles Dance fue confirmado para volver a interpretar al anciano Vampiro Thomas. Más tarde se anunció que el elenco también incluyó a James Faulkner, Peter Andersson, y Daisy Head.

### Rodaje
La fotografía principal de la película comenzó el 19 de octubre de 2015, en Praga, República Checa, y está previsto que tendrá lugar durante diez semanas. El equipo de la película incluye al director de fotografía Karl Walter Lindenlaub, el diseñador de producción Ondřej Nekvasil, la diseñadora de vestuario Bojana Nikitović, y el editor Peter Amundson. La filmación terminó el 11 de diciembre de 2015.

## Estreno
Inicialmente la película se fijó para estrenarse el 21 de octubre de 2016 aunque finalmente su fecha de lanzamiento fue el 1 de diciembre de 2016 en varios países como El Salvador y Nueva Zelanda. En Estados Unidos se estrenó el 6 de enero de 2017 y en España el 13 de enero de 2017.

## Futuro
Wiseman reveló que una sexta película está también en desarrollo con Beckinsale, regresando a su papel como Selene.
El 31 de mayo de 2017, Kate Beckinsale en una entrevista con Toofab y We got This Covered habló sobre el futuro de la saga y de su personaje. "Lo que pasa es que siempre hemos decidido ir paso a paso. Solo se seguirá si hay audiencia para ello, porque no necesitamos seguir haciendo cosas porque sí. Mi papel ha estado unido al concepto de la saga desde que surgió. Realmente todo dependerá de si hay otro lugar donde ir".
Sin embargo, el 13 de septiembre de 2018, en una entrevista con Variety, Beckinsale anunció de manera oficial su salida de la Saga. "No volveré. Ya he hecho muchas películas de esas".
Con la salida de Beckinsale de la saga, Esto supone a Underworld: Blood Wars como la quinta y última entrega de la saga.